# فیل‌بند
فیلبند (به مازندرانی: فِل‌بَن) روستایی در دهستان خوشرود بخش بندپی شرقی شهرستان بابل در استان مازندران ایران است.اهالی به این روستا فلبن می‌گویند؛ فِل یا فِل‌آمدن بمعنی خسته شدن و بَن بمعنی بند یعنی جایی که خستگی تمام می‌شود. دسترسی راحت به فیلبند از جاده هراز و سنگچال چلاو صورت میگیرد. از شهر آمل به سمت جاده هراز حرکت کنید و بعد از دو کیلومتر که از اولین تونل عبور کردید سمت چپ جاده تابلوی روستای چلاو را مشاهده خواهید کرد که با پشت سر گذاشتن این روستا اول به مراتع و بعد از عبور از سربالایی ها به روستای فیلبند خواهید رسید  لازم به ذکر است که این روستا از قدیم الایام به دهستان خوشرود در بخش بندپی غربی بابل  تعلق داشته و اکنون نیز در طرح تقسیمات کشوری این روستا در شهرستان بابل واقع است. فیلبند از لحاظ جغرافیایی از شمال به روستای سنگچال، از جنوب به قله حسن بن، از شرق به جنگل انبوه و از غرب هم به جنگل انبوه هیرکانی متصل می‌باشد.

## پیشینه نام فیلبند بابل
اهالی منطقه به این روستا «فِل‌بَن» می‌گویند؛ فِل یا فِل‌آمدن به معنی خسته شدن و بَن به معنی بند یا جایی که خستگی تمام می‌شود. 

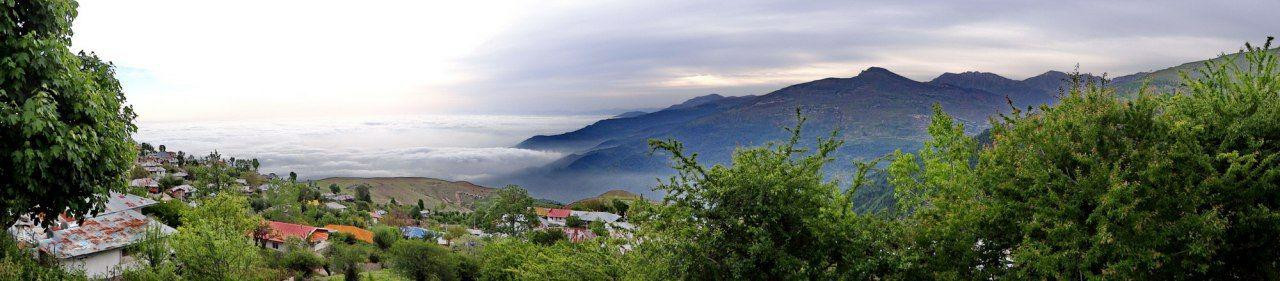
پانوراما. فیلبند

## جمعیت فیلبند بابل
این روستا در دهستان خوشرود بخش بندپی غربی شهرستان بابل قرار دارد و براساس سرشماری مرکز آمار ایران در سال ۱۳۸۵، جمعیت آن ۸ نفر (۴خانوار)؛ و بر اساس سرشماری مرکز آمار ایران در سال ۱۳۹۰، کمتر از ۳ خانوار بوده‌است. فیل‌بند، ییلاق اهالی روستای دیوا ملکشاه بندپی غربی شهرستان بابل است. فیل‌بند به دلیل سوز و سرما و بارش برف شدید، در طی مدت زمستان از سکنه خالی است.

## مسیر راهی فیل‌بند بابل
مسیر ماشین رو که به فیل‌بند بابل ختم می‌شود، جاده فرعی «منگل- چلاو» در مسیر جاده هراز (یک کیلومتر پس از اولین تونل بعد از پلیس راه آمل که تماماً آسفالت بوده و جاده‌های اصلی داخل محل نیز آسفالت است.
دسترسی به فیلبند بابل از جاده هراز و سنگچال چلاو  است . از شهر آمل به سمت جاده هراز حرکت کنید و بعد از دو کیلومتر که از اولین تونل عبور کردید سمت چپ جاده تابلوی روستای چلاو را مشاهده خواهید کرد که با پشت سر گذاشتن این روستا اول به مراتع و بعد از عبور از سربالایی‌ها به روستای فیلبند خواهید رسید.

## جغرافیای فیلبند بابل
روستای فیل‌بند از شمال غربی به روستای سنگچال، از جنوب به ییلاق ونه بن، از جنوب شرقی به روستاهای شیخ موسی و لهه بابل ختم می‌شود. این روستا به دلیل ارتفاع زیاد آن از سطح دریا زمستان‌هایی سخت و با بارش برف سنگین همراه است و شاید یکی از دلایل نام‌گذاری این روستا هم همین باشد. در تابستان‌ها این روستا دارای هوای بسیار مطلوبی است که پذیرای مسافرانی بسیار و همچنین کوهنوردان است.

## گویش فیلبند بابل
گویش محلی فیلبند گویشی از زبان تبری (بندپی بابل) است یکی از مشخصه‌های اصلی ساخت‌آوایی آن نبود صامت /ž/ و وجود مصوّتِ /Ə/ به جای /e/است، که مانند یک واجگونه بعد از همزه و در واژه‌های عربی به کار می‌رود. در این گویش، گذشته نقلی و بعید متعدی و لازم با فعل کمکی «دار-/داشت-» ساخته می‌شود؛ مثلاً: بخردارمه ba-xƏrd-dār-mƏ (خورده‌ام)، و بخرداشتمه ba-xƏrd-dāšt-Ə-mƏ (خورده بودم).

## گونه‌های درختی فیلبند بابل
به دلیل سرمای شدید پاییز و زمستان، درختان رشد چندانی در فیل‌بند ندارند. از درختان تنها گونه‌های سیاه‌ریشه مانند آلوچه ترش، زرشک کوهی و انگور کوهی (به گویش محلی: گالش انگیر) و نیز درخت ون در آن می‌رویند. کشت درختانی چون گردو، فندق، سیب و آلبالو ناموفق بوده‌است و رشد اندکی دارند.

## نگارخانه فیلبند بابل

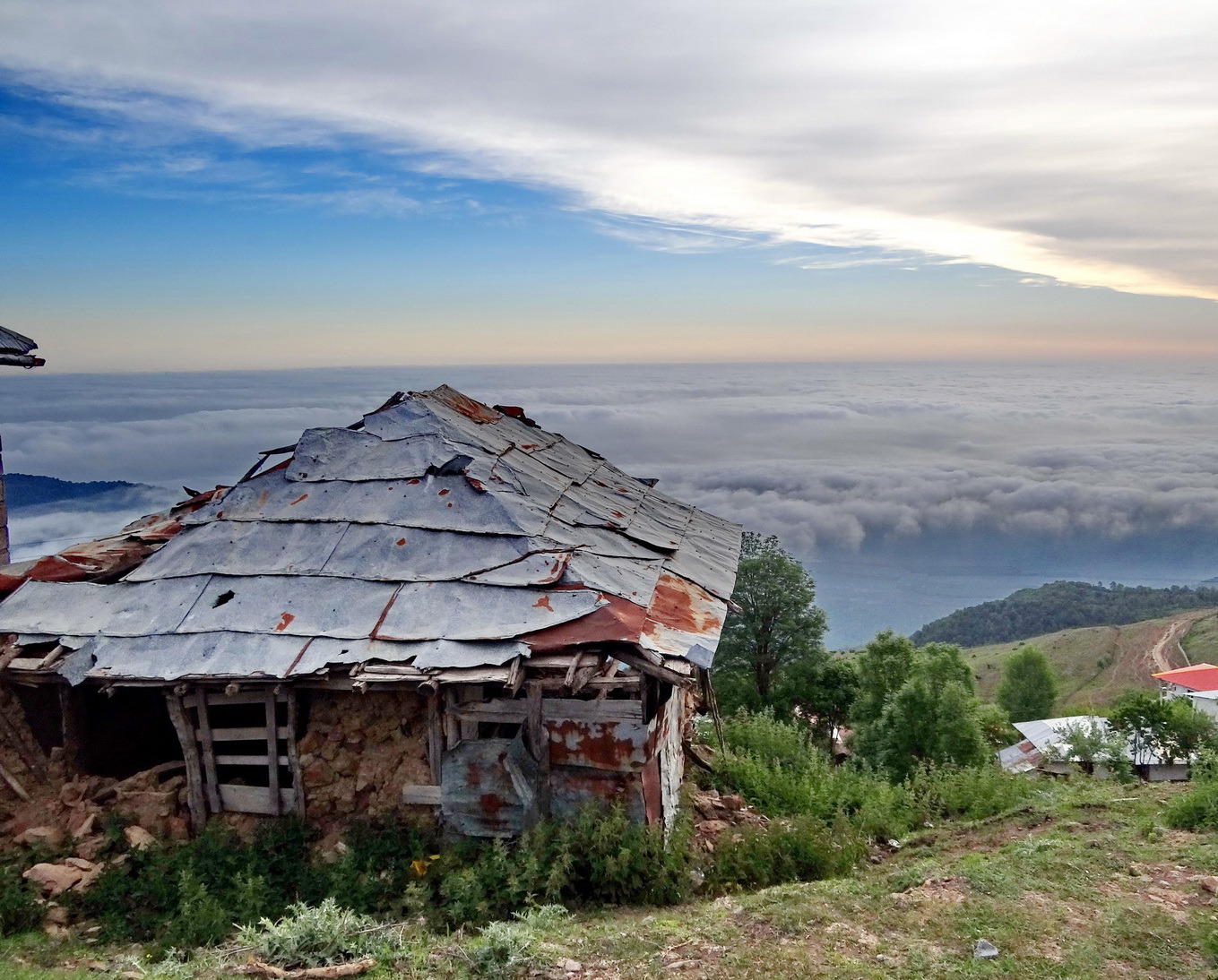
نمای زیبا از ابرها در فیلبند بابل
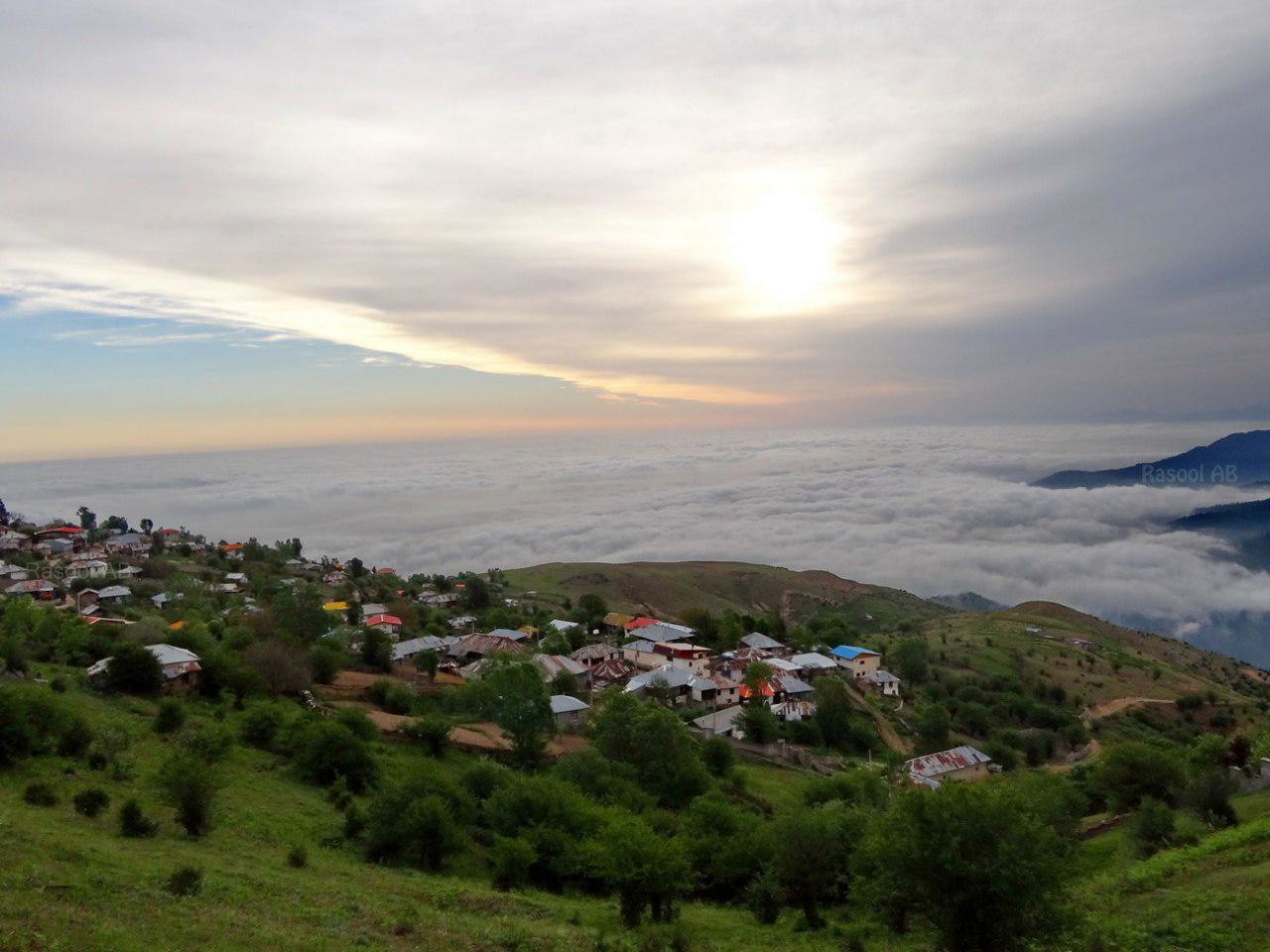
طبیعت بکر فیلبند بابل
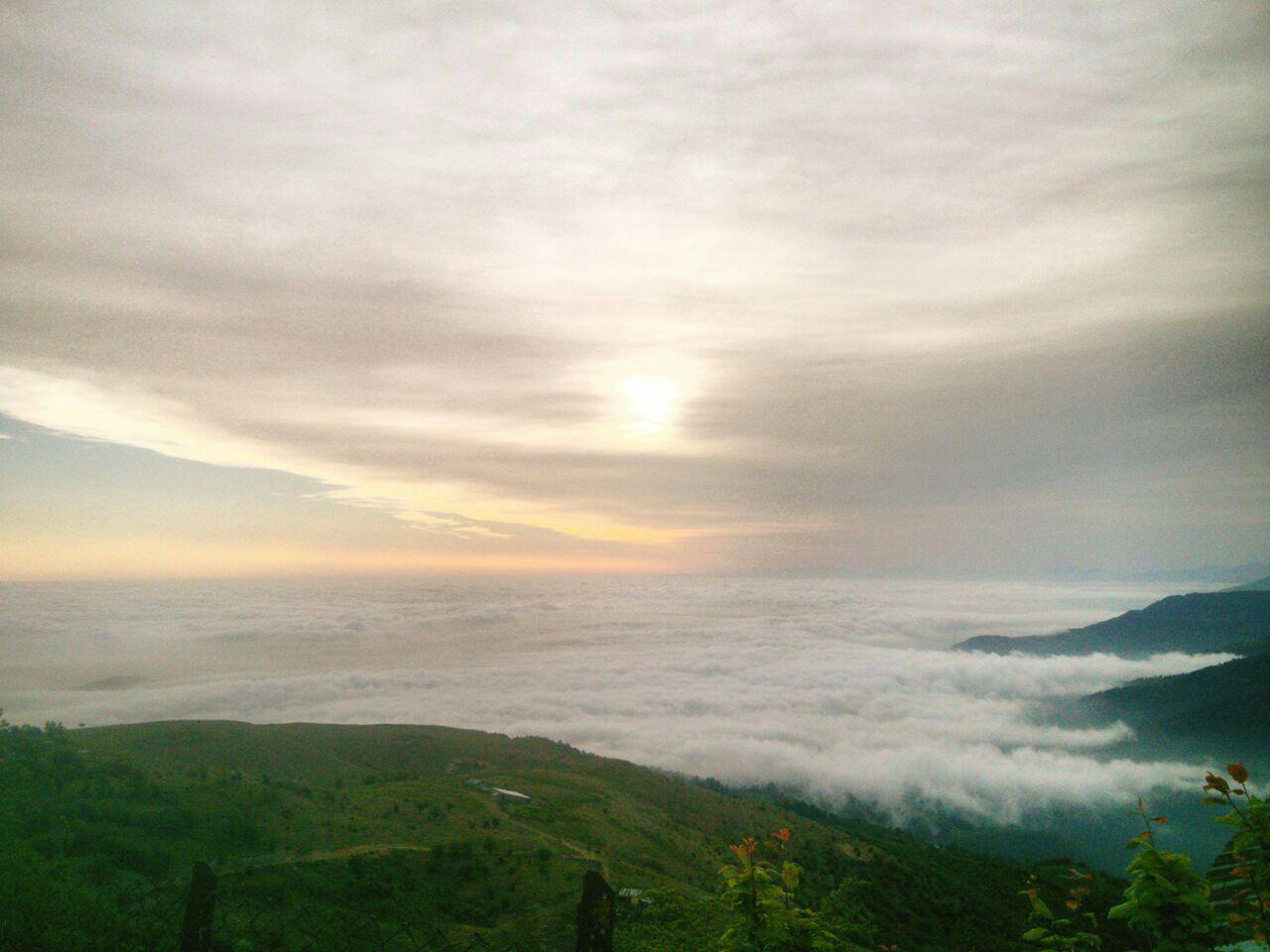
طبیعت زیبای صبحگاهی فیلبند بابل
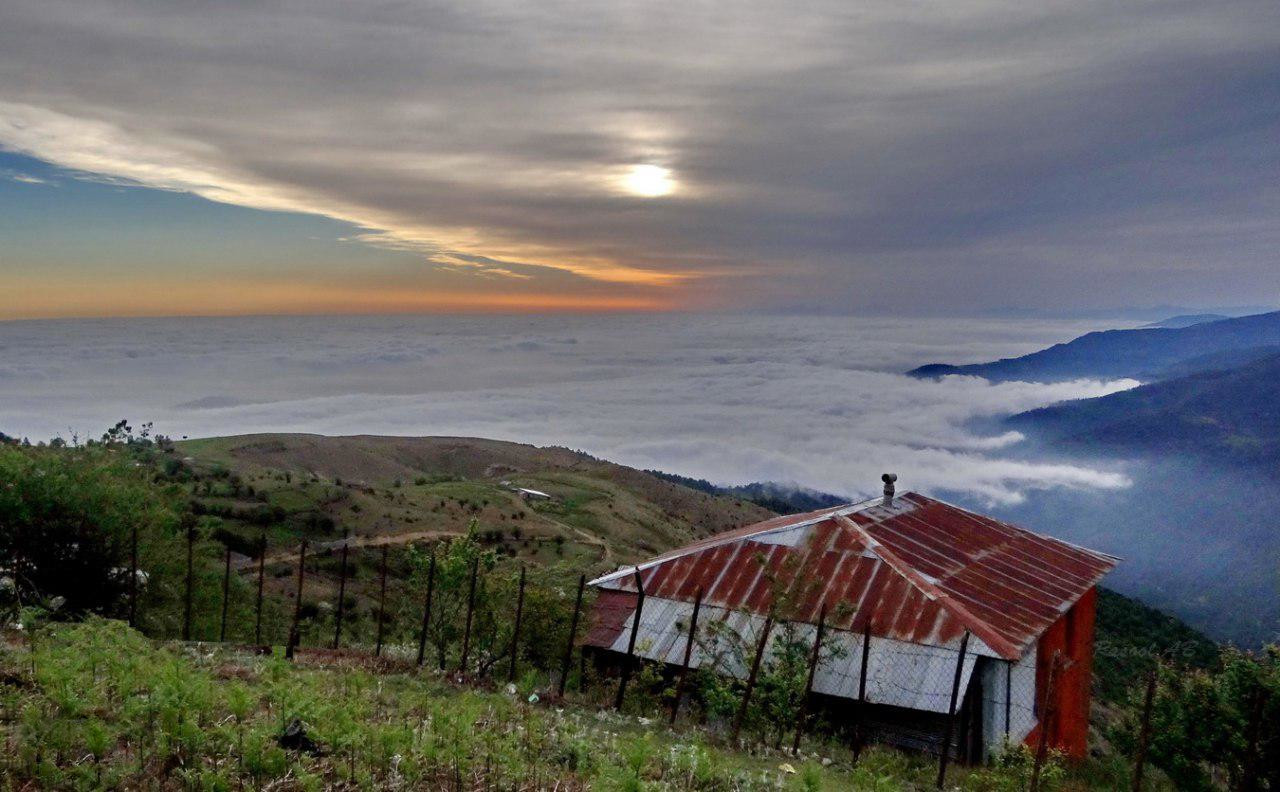
طبیعت زیبای صبحگاهی فیلبند بابل
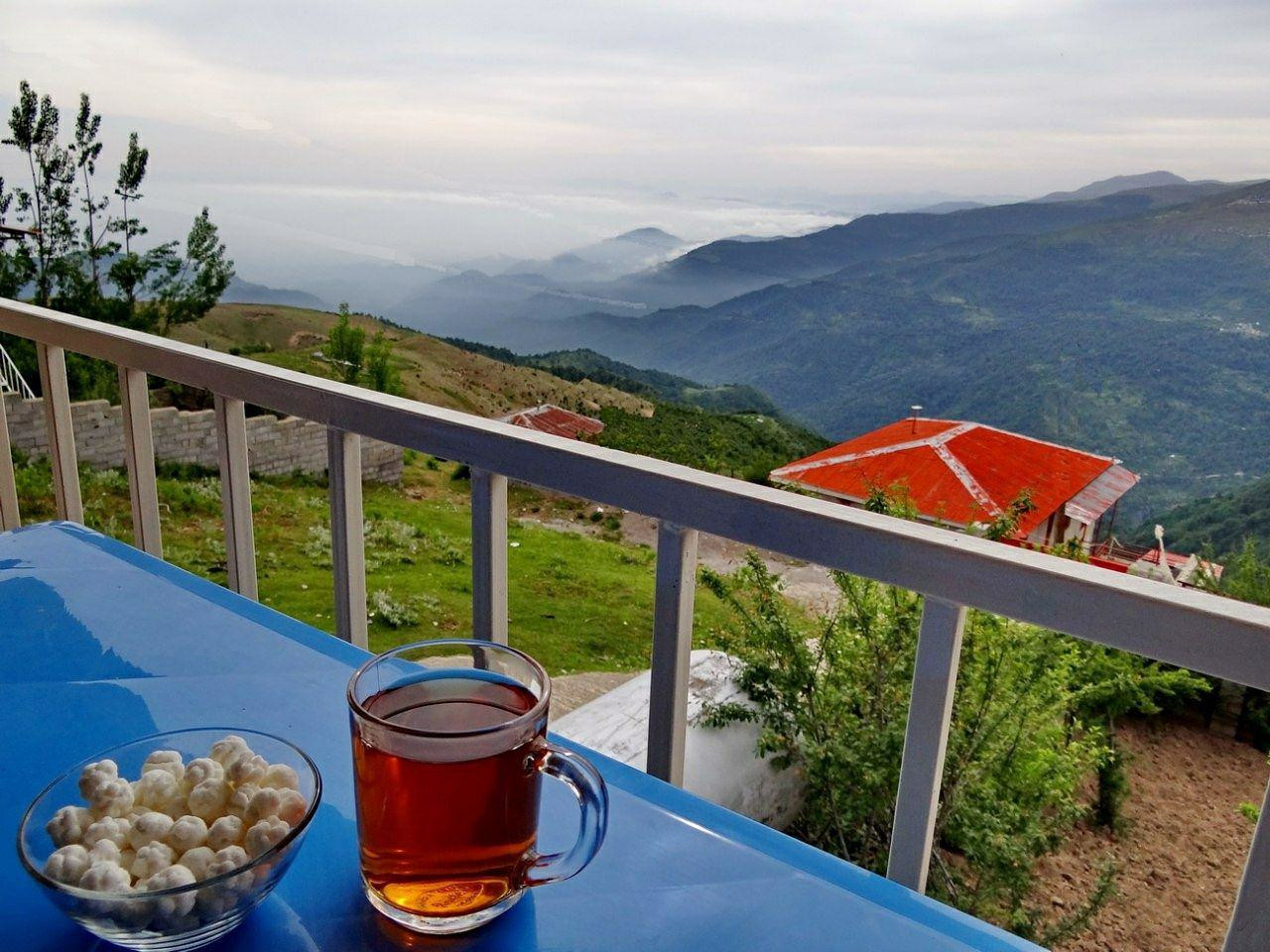
طبیعت زیبای صبحگاهی فیلبند بابل
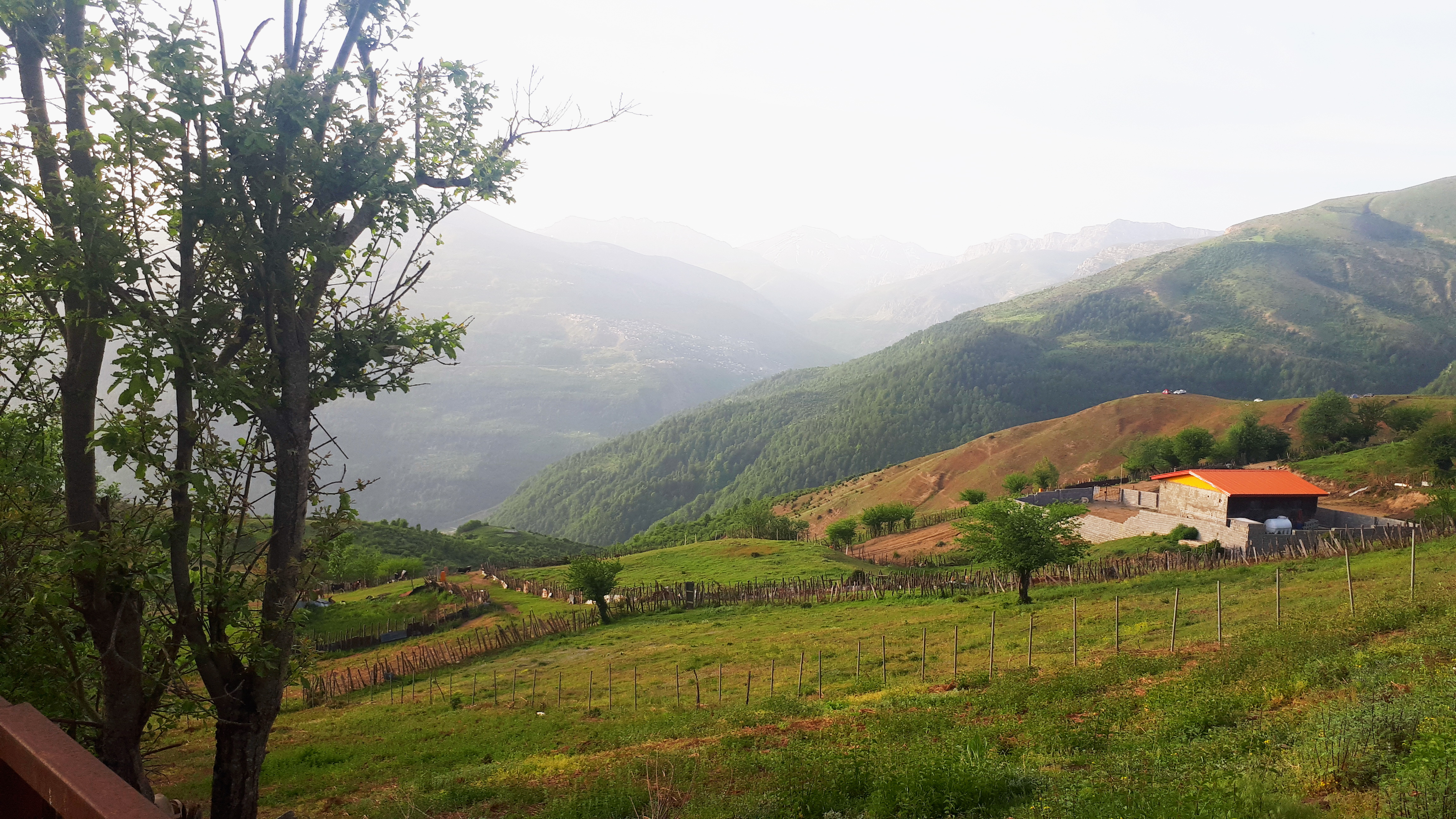
بهار در فیلبند بابل